# Asterion (syn Tektamosa)
Asterion (także Asterios, Asterius; gr. Ἀστερίων Asteríōn, gr. Ἀστέριος Astérios, łac. Asterius) – w mitologii greckiej król Krety.
Uchodził za syna króla Krety, Tektamosa (lub Dorosa), i córki Kreteusa. Był mężem tyryjskiej królewny Europy i adopcyjnym ojcem jej synów: Minosa, Radamantysa oraz Sarpedona, których miała z bogiem Zeusem.
Imieniem króla nazwano jedną z gwiazd w gwiazdozbiorze Psów Gończych – Asterion (βCVn).